# Burgemeester Lieseschool
De Burgemeester Lieseschool is een monumentaal gebouw in de Groningse plaats Stadskanaal.

## Geschiedenis
De Burgemeester Lieseschool werd omstreeks 1924 gebouwd in Stadskanaal binnen de toenmalige gemeente Wildervank. De school werd de Nieuwe School genoemd. Later is de school vernoemd naar de laatste burgemeester van de inmiddels opgeheven gemeente Wildervank, Benjamin Pieter Liese. Na 1968 werd deze gemeente opgeheven en werd dit deel van de plaats bij de nieuwe gemeente Stadskanaal gevoegd. Het gebouw heeft ook na 1968 nog dienstgedaan als lagere school. Nadat het gebouw werd afgestoten voor onderwijsdoeleinden vonden diverse culturele en maatschappelijke organisaties er onderdak. In 2008 besloot de gemeente Stadskanaal om het pand te verkopen. In diezelfde tijd kreeg het gebouw officieel de status van gemeentelijk monument. Sinds 2012 is het pand in eigendom van de stichting AdhD Noord, die er een woon- en begeleidingscentrum voor jongeren met een psychiatrische stoornissen vestigde.